# Stomias nebulosus
Stomias nebulosus es una especie de pez de la familia Stomiidae en el orden de los Stomiiformes.

## Morfología
Los machos pueden llegar alcanzar los 18 cm de longitud total.

## Hábitat
Es un pez de mar y de aguas profundas que vive entre 640-730 m de profundidad.

## Distribución geográfica
Se encuentra en el Mar de la China Meridional.